# السيد الجميلي
السيد الجميلي (18 يناير 1948 - 30 يناير 2018) هو طبيب وكاتب ومحقق مصري غزير الإنتاج وله عناية بالتراث.

## النشأة
وُلد الجميلي في مدينة بني عبيد في محافظة الدقهلية ونشأ فيها وتلقى تعليمه الأولي فيها، كان يحب اللغة العربية فتعلم آدابها وتاريخها وكان يكتب الشعر في مرحلة الدراسة الثانوية ثم أنهى دراسته ودخل كلية الطب وتخرج طبيبا. كان الجميلي كاتبا غزير الإنتاج بين التأليف والتحقيق في العلوم الطبية والدينية، كما نشر مقالات وبحوثا ودراسات علمية متنوعة.
كان الجميلي عضوا في العديد من المنظمات الطبية والأدبية والدينية وقد شهد له العديد من العلماء بالنبوغ والتفرد ومدحوه وأثنوا عليه.